# Grand Septuor avec clarinette concertante
 (novembre 2013).
Le Grand Septuor avec clarinette concertante est un concerto de chambre pour clarinette, trompette, trombone, violon, violoncelle, guitare et percussion de Goffredo Petrassi. Composé en 1977-78, l'ouvrage exige une grande maîtrise technique de ses interprètes.

## Analyse de l'œuvre
La clarinette soliste introduit l'œuvre con vivacita à laquelle se joignent ensuite la trompette et le trombone. Puis survient un tutti où la clarinette est absente mais qui ensuite rejoint l'ensemble, bondissante et virtuose sur trois octaves.